# Selwyn (Ontario)
Selwyn es un municipio canadiense situado en la provincia de Ontario.

## Superficie
Selwyn tiene una superficie de 316,12 km².

## Demografía
En 2021, tenía 18 653 habitantes, una densidad poblacional de 59 hab./km², y 8540 viviendas.